# Lacanobia flavescens
Lacanobia flavescens là một loài bướm đêm trong họ Noctuidae.